# Olympische Winterspiele 1984/Teilnehmer (Marokko)
| Gelbes Symbol für Goldmedaillen mit stilisierten Olympischen Ringen | Graues Symbol für Silbermedaillen mit stilisierten Olympischen Ringen | Braundes Symbol für Bronzemedaillen mit stilisierten Olympischen Ringen |
| ------------------------------------------------------------------- | --------------------------------------------------------------------- | ----------------------------------------------------------------------- |
| —                                                                   | —                                                                     | —                                                                       |

Marokko nahm an den Olympischen Winterspielen 1984 in Sarajevo mit einer Delegation von 4 männlichen Athleten teil.

## Teilnehmer nach Sportarten

### Ski Alpin
Herren:
- Ahmed Ait Moulay
Riesenslalom: 73. Platz
Slalom: 44. Platz
- Brahim Ait Sibrahim
Riesenslalom: DNF
Slalom: DNF
- Ahmad Ouachit
Riesenslalom: 64. Platz
Slalom: 38. Platz
- Hamid Oujebbad
Riesenslalom: 74. Platz